# 石河政郷
石河 政郷（いしこ まささと）は、江戸時代中期の武士（旗本）。

## 経歴
堺奉行を務めた石河利政の養子となる。貞享元年（1684年）に家督を継ぎ、書院番、小納戸番士を歴任後、正徳4年（1714年）使番となる。正徳5年（1715年）2月に、初めての長崎常勤の目付（長崎目付）となり、同年11月7日、長崎奉行に就任。享保4年（1719年）、妙見信仰であったため、盧草拙（長崎聖堂学頭、唐通事）が建立した西山妙見社に寄付をした。享保11年（1727年）5月27日に退任。家督は養子の政朝が継いだ。